# 邓健 (游泳运动员)
邓健（1989年10月19日—），青岛人，中国男子游泳运动员。
2008北京奥运会中国体育代表团成员，主攻200米仰泳，最好成绩为2:02.34（北京奥运会B标）。

## 运动经历
- 2002年 青岛市游泳队
- 2006年 山东省游泳队
- 2008年 国家游泳队 教练史丽丽

## 主要成绩
- 2006年 全国游泳锦标赛 200仰泳 第三名[2]
- 2007年 全国城市运动会 200仰泳 第三名
- 2007年 中国国际邀请赛 200仰泳 第二名
- 2008年 全国游泳冠军赛 200仰泳 第三名